# Успенська Любов Залманівна
Любов Залманівна Успенська (рос. Любовь Залмановна Успенская, уроджена Сіцкер; нар. 24 лютого 1954, Київ, Українська РСР, СРСР) — радянська і російська ресторанна співачка українського походження, виконавиця міських романсів і російського шансону . Багаторазова володарка премії «Шансон року». Підтримувачка путінського режиму в РФ та збройної агресії РФ проти України, громадянка РФ із 2024 року.  

## Життєпис
Закінчила музичну школу і Київське музичне училище імені Р. М. Глієра. Працювала в Києві, співала у ресторані «Жокей».
1977 року переїхала до Італії, 1978-го із другим чоловіком Юрієм Успенським емігрувала до США. Співала в російському ресторані «Садко», у 1985 році записала свій перший альбом.
З 1993 року живе в Москві.
Виступає в Москві, Санкт-Петербурзі та інших містах. Бере участь в програмах радіо і телебачення («Пісні року», «Шість пісень на біс»).

## Громадянська позиція
У березні 2024 року отримала громадянство Росії додатково до громадянства США, яке до цього часу вже мала.
В січні 2025 року долучилася до ініціативи російського продюсера Ігоря Матвієнка перерахувати кошти на відновлення зруйнованих у ході бойових дій об'єктів культурної спадщини на Курщині.

## Санкції
З 7 січня 2023 року перебуває під санкціями РНБО за антиукраїнську діяльність.

## Дискографія
- 1985 — «My Loved One»
- 1993 — «Экспресс в Монте Карло»
- 1994 — «Далеко, далеко»
- 1993 — «Любимый»
- 1993 — «Не забывай»
- 1996 — «Карусель»
- 1997 — «Пропадаю я»
- 2002 — «Экспресс в Монте-Карло»
- 2003 — «Горький шоколад»
- 2007 — «К единственному нежному…»
- 2007 — «Карета»
- 2010 — «Лети, моя девочка»
- 2012 — «История одной любви»
- 2016 — «Ещё люблю…»